# Вальпернхайн
Вальпернхайн (нем. Walpernhain) — община в Германии, в земле Тюрингия. 
Входит в состав района Заале-Хольцланд. Подчиняется управлению Хайделанд-Эльстерталь.  Население составляет 200 человек (на 31 декабря 2010 года). Занимает площадь 4,75 км².